# 台37線
台37線（高鐵橋下嘉義段道路），為臺灣沿臺灣高鐵高架橋下兩側用地闢建之省道。起自嘉義縣新港鄉董厝，終點為嘉義縣鹿草鄉後寮，全長14.417公里，為目前台灣最短的主線省道。全線除高鐵嘉義車站特定區外均為雙向四線快車道附帶兩線慢車道配置。台37線將嘉義高鐵站服務範圍向北擴展至新港、北港一帶，向南可經由縣道167號銜接台82線鹿草交流道，通往朴子、水上或中埔地區。

## 歷史沿革
- 1998年
  - 納入高鐵站區聯外道路改善計畫。
- 2006年
  - 10月16日行政院公告納編為台37線。
  - 12月31日全線通車。

## 行經行政區域
全線均位於嘉義縣境內。
| 新港鄉 | 董厝     | 0.000  | 縣道159號／縣道164號         | 公路起點                    |
| 新港鄉 | 六斗     | －     | 嘉68線                       |                             |
| 新港鄉 | 大客     | －     | 縣道157號                    | 與共線起點                  |
| 新港鄉 | 大客     | 3.100  | 嘉66線 · 縣道157號           |                             |
| 新港鄉 | 大客     | －     | 縣道157號                    | 與共線終點                  |
| 新港鄉 | 溪北     | 5.250  | 縣道166號                    |                             |
| 6.000  |          |        |                              |                             |
| 太保市 | 田尾     | －     | 嘉56線                       |                             |
| 太保市 | －       |        |                              |                             |
| 太保市 | 舊埤     | －     | （地區道路）                 |                             |
| 太保市 | 後溝尾   | 11.350 | 台18線                       |                             |
| 太保市 | 後溝尾   | －     | 嘉43線                       |                             |
| 太保市 | 後溝尾   | －     | 嘉58線 · 高鐵西路 · 高鐵東路 |                             |
| 太保市 | 太保市區 | －     | 縣道168號                    |                             |
| 太保市 | 茄苳腳   | －     | 縣道168號                    | 0                           |
| 太保市 | 茄苳腳   | －     | 嘉44線                       |                             |
| 鹿草鄉 | 後寮     | 14.417 | 縣道167號 · 嘉40線           | 公路終點 起點 近 鹿草交流道 |
| 共線   |          |        |                              |                             |

## 里程表
臺三十七線
| 縣市   | 鄉鎮   | 里程數(KM) |
| ------ | ------ | ---------- |
| 嘉義縣 | 全區   | 14.5       |
| 嘉義縣 | 新港鄉 | 6          |
|        | 太保市 | 8.2        |
|        | 鹿草鄉 | 0.3        |

## 沿線路名
- 保鐵一路二段

## 沿線設施與景點
- 太保基地（臺灣高鐵）
- 高鐵嘉義站（臺灣高鐵／嘉義公車捷運／蔗埕線）
- 鹿草交流道（縣道167號⇒台82線）

## 後續計畫

### 臺37線延伸臺南溪北
立委葉宜津推動「高鐵橋下道路嘉義段延伸至新營」，於2018年2月7日邀集相關單位會勘，她表示交通部已完成期初報告作業，目前為預訂開闢12.5公里的四線道道路由高鐵嘉義站開始，經過台82線、八掌溪及國道1號，直達新營區土庫里接台1線，可促進大新營地區前往高鐵嘉義站的方便性。此外，也前往臺南市柳營、六甲、官田地區，評估高鐵橋下道路延伸至官田區的可行性，地方皆表達高度支持，希望能快速推動此案。

## 外部連結
- 交通部高鐵局：高鐵車站聯外交通 （页面存档备份，存于）
- 行政院公報：公告高鐵橋下桃園段道路、嘉義段道路、臺南段道路及嘉義50米計畫道路納編為省道台31線、台37線、台39線及台18線延伸線。 （页面存档备份，存于）